# Přeštický vrhlík

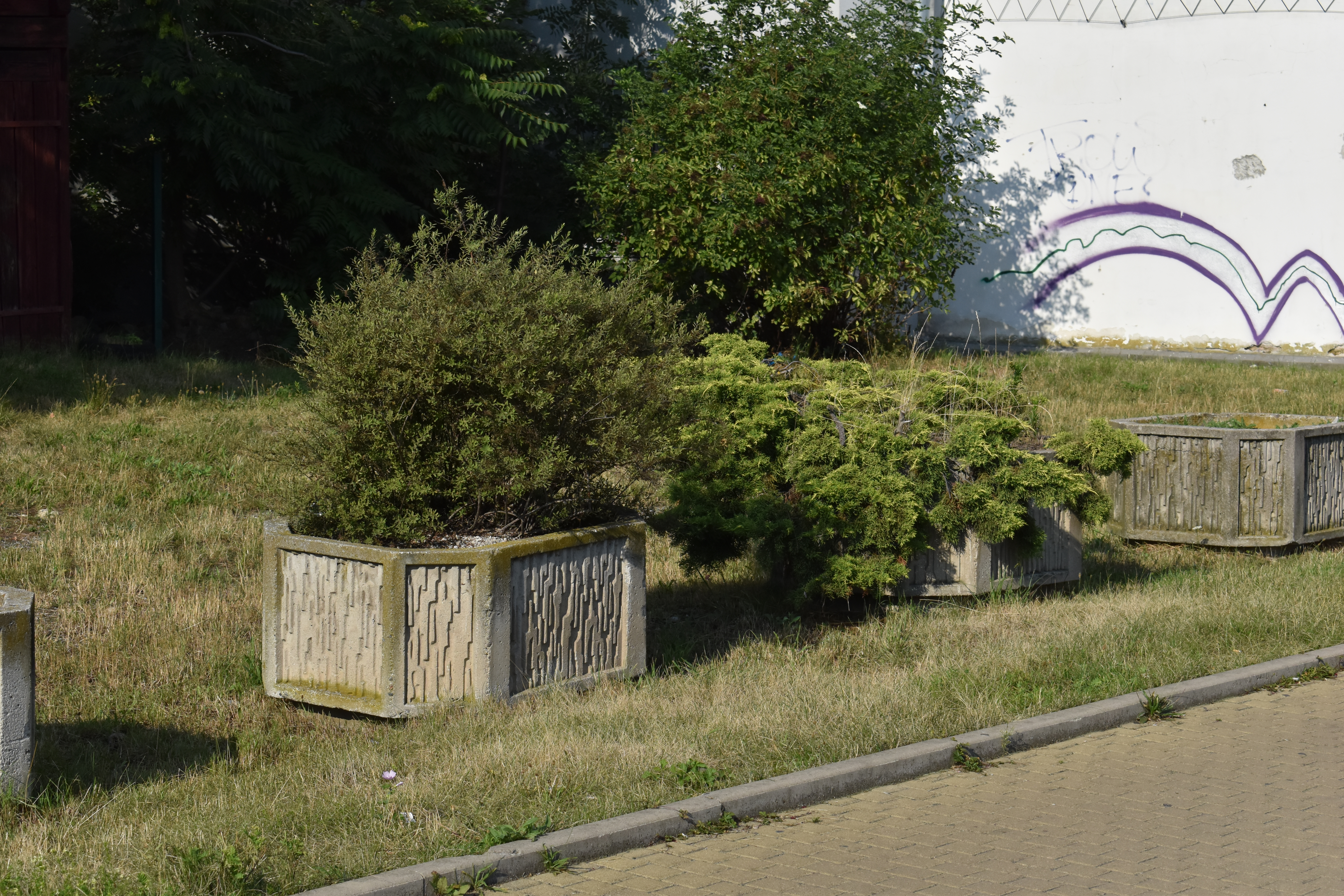

Přeštický vrhlík (brutální květináč nebo brutináč) je název pro velký květináč z betonu využívaný pro ozdobu měst po celé České republice. Květináče vyráběla firma Prefa Přeštice. Jeho původ je na Plzeňsku v Přešticích, kde se květináč řekne vrhlík, odtud pramení pojmenování objektu.
V roce 1981 dostal Vladislav Menšík za úkol vymyslet květináč vhodný do ulic měst. První typ byl obdélníkový se zaoblenými hranami, byl hladký bez charakteristického dekoru. Hned druhý typ byl osmihran, se kterým je možno se ještě v ulicích setkat. Vladislav Menšík navrhl celkem 12 tvarů květináčů.
První byl čtyřhran, pak osmihran, šestihran, trojúhelník, tvar písmene „Z“ aj.

## Galerie

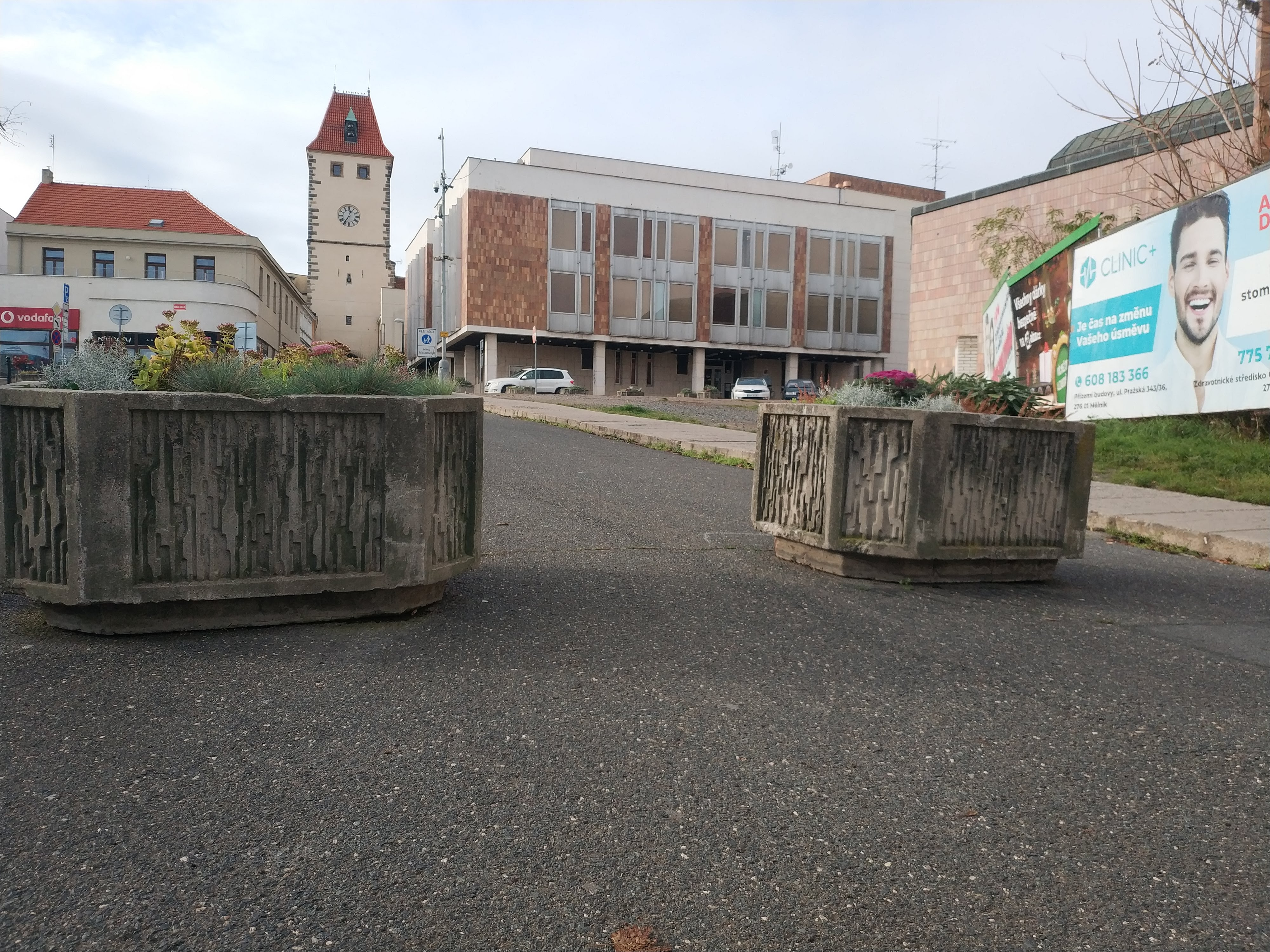
Obdélné vrhlíky v Mělníce
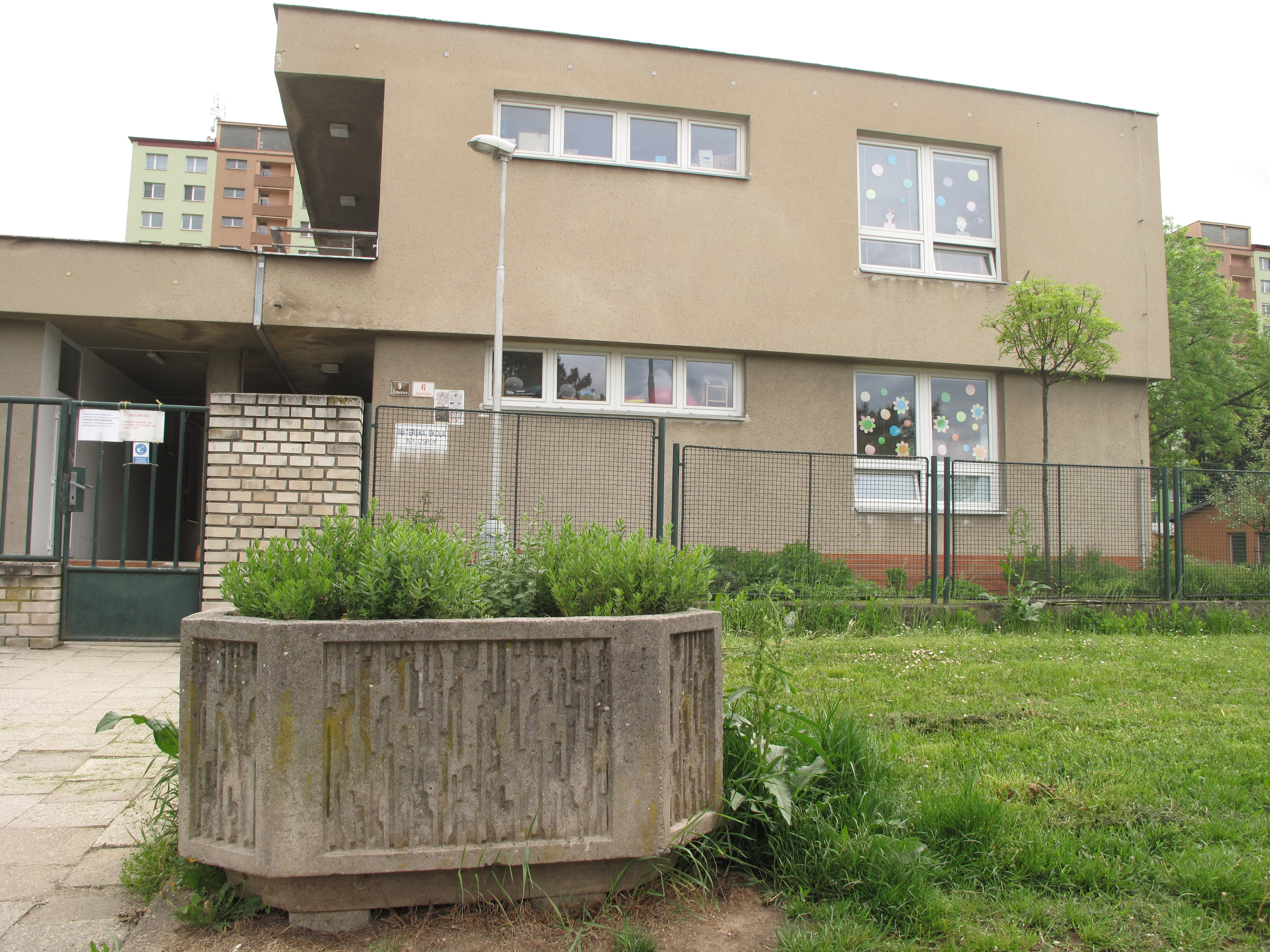
Osmihran u vstupu do školky na ulici Koperníkov v Brně
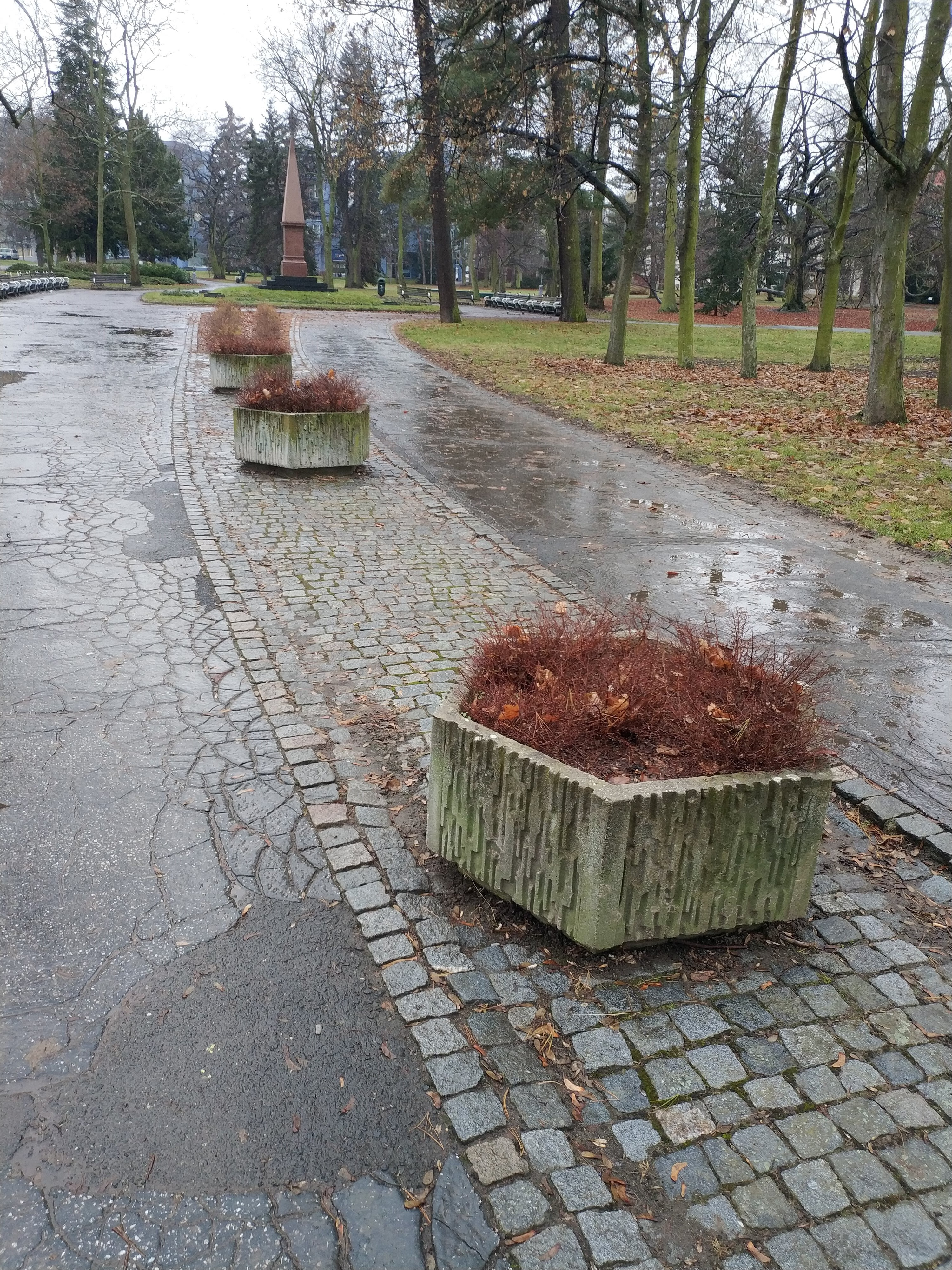
Šestihran u lázní Chomutov
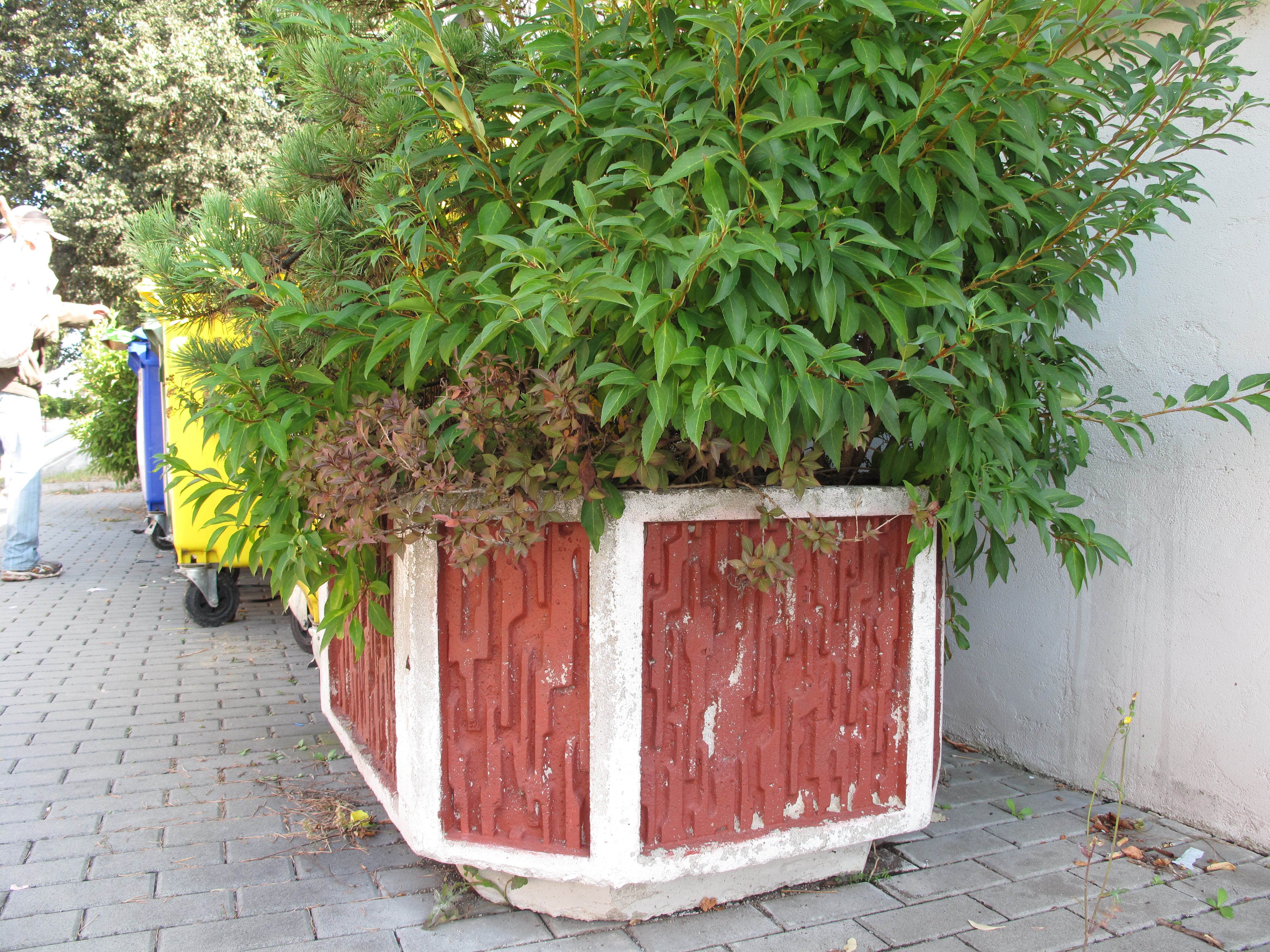
Natřený osmihran v Písku na sídlišti Jih
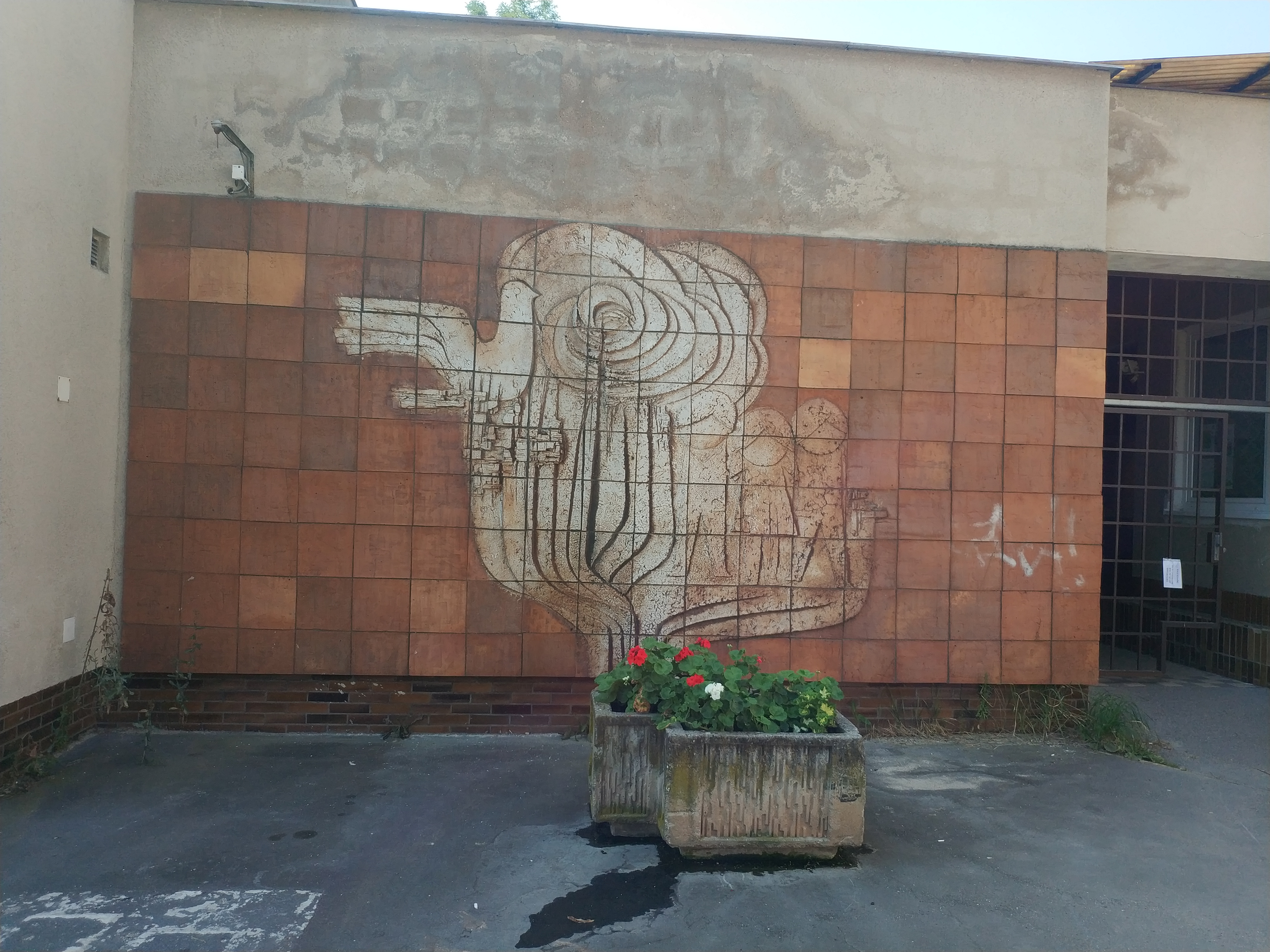
Reliéf Lubomíra Šilara s brutálním květináčem ve tvaru Z při vstupu do českobrodské nemocnice
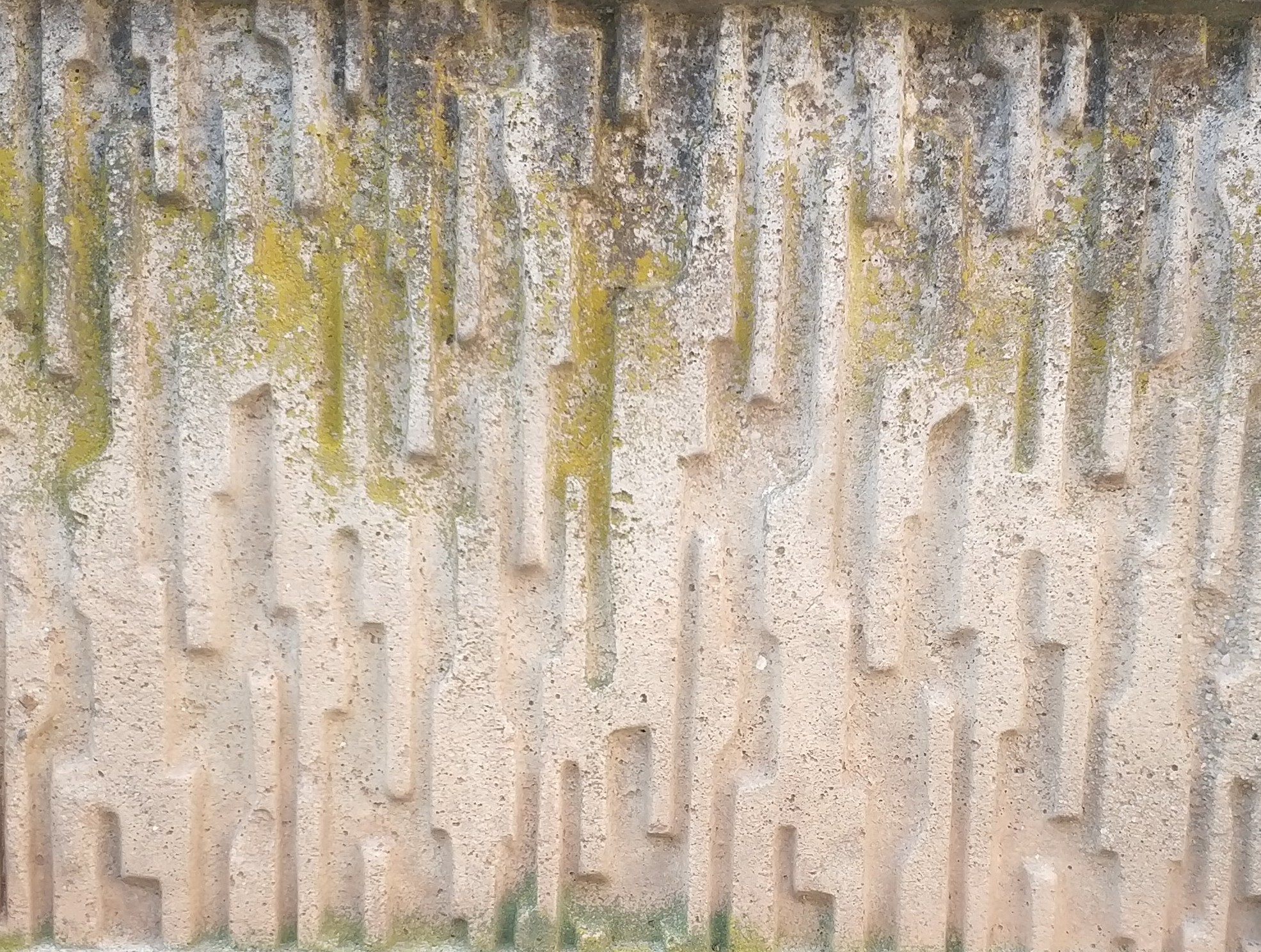
Abstraktní reliéf květináče
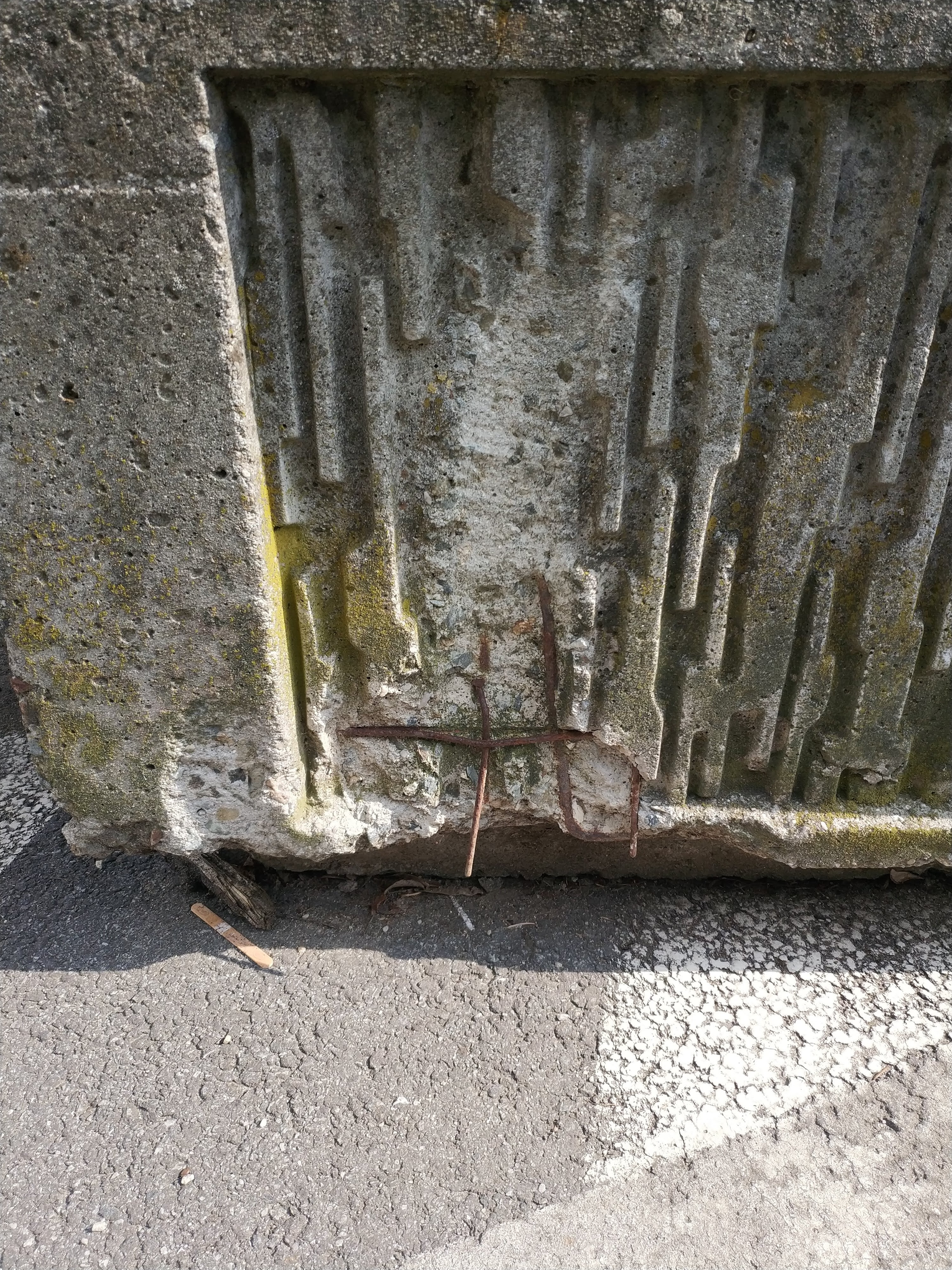
Poškozený květináč v Klatovech
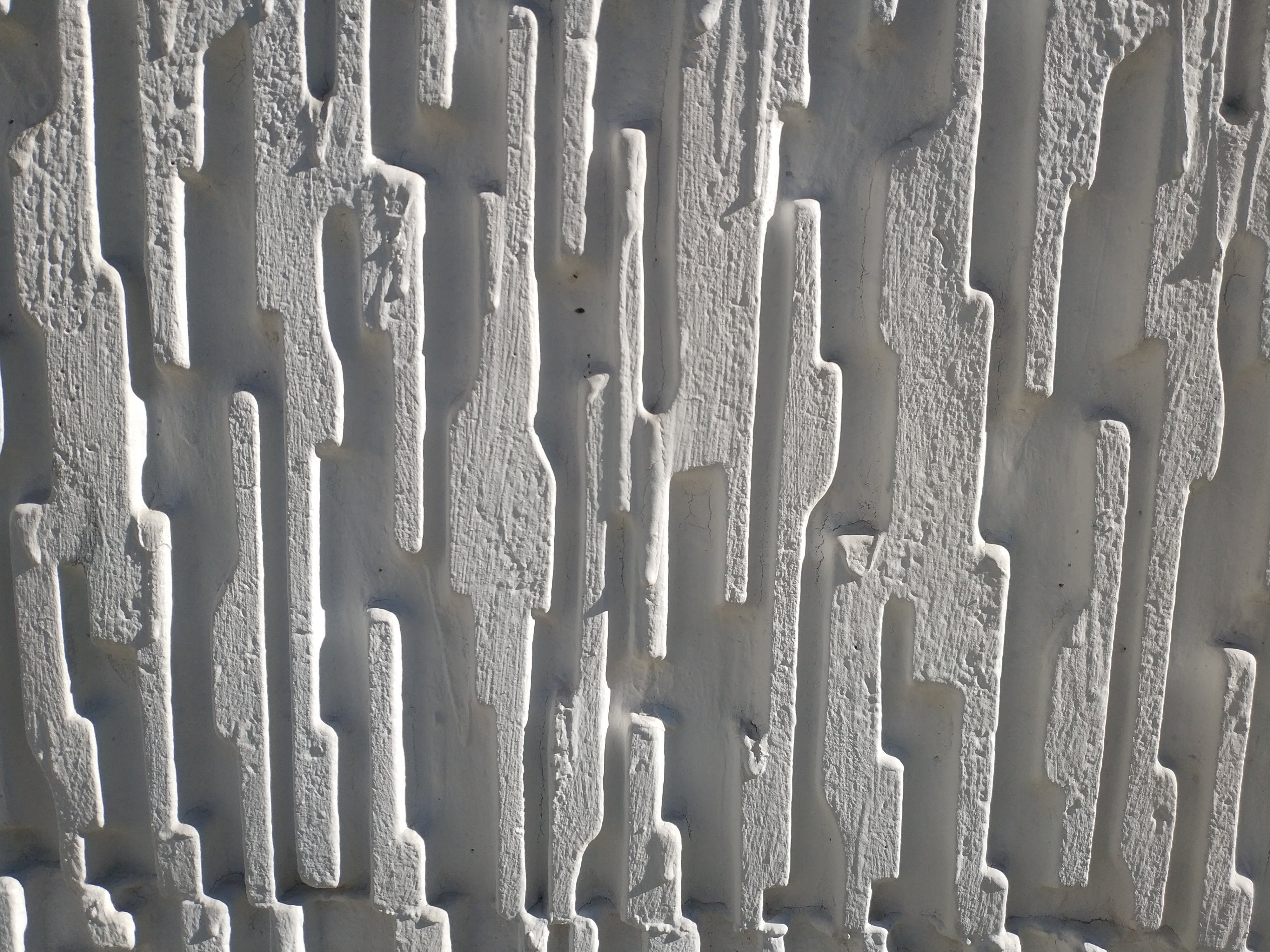
Detail obkladu kulturního domu v Teplicích
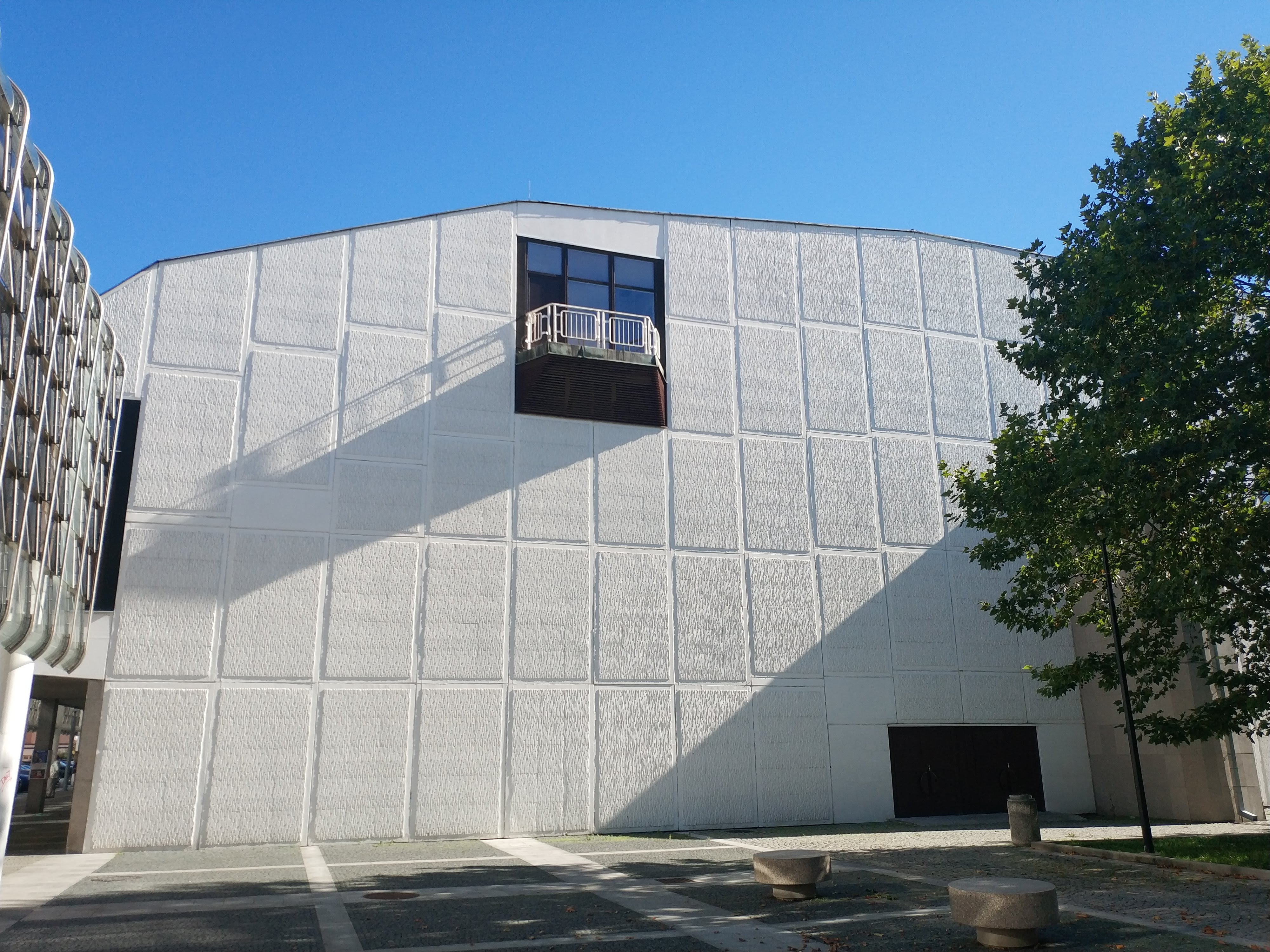
Fasáda kulturního domu Teplice je obložená betonovými dílci s abstraktním vzorem podobným Přeštickému vrhlíku